# Стригољници
Стригољници (јединина Стригољник–Стригольник на руском) су били следбеници прве руске јеретичке секте средином 14. и првој половини 15. века, основане у Пскову, а касније у Новгороду и Тверу.
Порекло имена остаје нејасно. Неки историчари верују да је некако повезано са занатима на којима су први стригольници били ангажовани, на пример као кројачи или фризери (изгледа да је реч strigolnik потиче од корена Стриж-, што значи сећи или резати. Други верују да назив потиче од посебне иницијалне церемоније шишања коју је први извођео ђакон по имену Карп – наводни оснивач секте (заједно са ђаконом Никитом), али други сматрају да то може и да значи да су ови људи одбијали да брију односно стрижу своју браду за разлику од осталог православног свештенства. 
Активни учесници секте су били трговци и ниже свештенство. Они су се одрекекли целокупне црквене хијерархије и монаштва, црквене тајне свештенства, причешћа, покајања и крштења, које су биле у пратњи великих трошкова таксе (изнуде, по њиховом мишљењу) у корист свештенства. Критикујући и излажући подмитљивост, пороке и игнорантност свештеника, строгољници су захтевали права верске проповеди за лаике. Њихове проповеди су биле пуне социјалних мотива: они су оптуживали богате за поробљавање слободних и сиромашних. 
Ђакон Карп је нашао много следбеника у Пскову, али је морао да се пресели у Новгород, да би избегао гоњења. Остаје нејасно да ли је Новгородски архиепископ Василије Калика (1330—1352) одбацио јерес, али његови наследници, Мојсије (1325—1330; 1352-1359), и Алексеј (1359—1388) су подузели одлучне мере против јеретика. 1375. године, гневни грађани Новгорода су бацили три јеретика са моста у Волхов. Почетаком 1382. године, секти се супротставио архиепископ Дионисије Суздаљски.
Међутим, учење стригољника наставља да живж. Они су се проширили веома у Новгороду, Пскову, као и у Тверу, где епископи Теодор Добри и Јефимије Вислен пружају ослонац покрету. Почетком 15. века Фотије, митрополит Кијевски и целе Русије, осуђује учење стригољника.
Нису забележену трагови секте почев од друге половине 15. века. Неки историчари сматрају да се покрет спојио са сектом Шкарије Јеврејина. Православна Црква верује да се јерес завршила 1427. године.